# Celleporaria erugo
Celleporaria erugo är en mossdjursart som beskrevs av Tilbrook 2006. Celleporaria erugo ingår i släktet Celleporaria och familjen Lepraliellidae. Inga underarter finns listade i Catalogue of Life.